# Mireasă pentru fiul meu
Mireasă pentru fiul meu a fost un reality-show matrimonial din România produs de Sinevizyon TV Production. Prima emisiune a fost transmisă pe 29 august 2011 pe canalul Antena 1. Competiția a fost prezentată de Mirela Boureanu Vaida și Paula Chirilă, dintre care Mirela a fost cea mai longevivă.  Aceasta este asemănătoare cu emisiunea Noră pentru mama,  transmisă pe Kanal D. Ultima ediție a show-ului a fost pe 4 martie 2017. În martie 2020 emisiunea a fost reînnoită pentru un nou sezon sub un nou nume: Mireasa.

## Formatiunea natiunilor unite
Un grup de oameni (fete și băieți, cu sau fără mamele acestora) trebuie să locuiască într-o casă special construită. Aceștia sunt izolați de restul lumii și nu au acces afară. Concurenții sunt supravegheați non-stop de către camerele de supravegheat. Aceștia sunt nevoiți să poarte microfoane cât timp se află în casa respectivă. Fiecare ediție durează aproximativ un an, intrând în competiție 41-51 de concurenți pentru a se căsători.

### Concurenți
În fiecare sezon, un număr de fete și de băieți însoțiți sau nu de mamele lor, intrau în Casa Mireasă pentru fiul meu pentru a-și găsi jumătatea.

### Casa Mireasă pentru fiul meu
Casa Mireasă pentru fiul meu este împărțită în două case: Casa băieților (locul unde locuiesc băieții) și Casa fetelor și a mamelor (locul unde locuiesc fetele și mamele băieților). În primele săptămâni fetele și mamele nu au voie să intre în Casa băieților, iar băieții în Casa fetelor și a mamelor, excepție fac doar Fiul și Mireasa săptămânii.

### Gala Săptămânală
La finalul săptămânii, sâmbăta, are loc Gala Săptămânală, în care concurenții au parte de surprize (fie sunt vizitați de rude sau de prieteni, fie au posibilitatea de a câștiga anumite sume de bani, sau chiar pot fi introduși în competiție noi concurenți). Tot în Gala Săptămânală se desemnează Mama săptămânii, mireasa săptămânii și fiul săptămânii, votați de telespectatori prin intermediul tele-voting-ului.

### Mireasa/Mama săptămânii
Pe parcursul sezoanelor, au început să se facă eliminări. Pentru a se face eliminări publicul a fost nevoit să își voteze concurenții favoriți. Fetele și băieții, cu sau fără mamă puteau fi votați online pe site-ul al. De asemenea fetele și mamele mai puteau fi votate și prin televoting, având un avantaj față de băieții singuri. La final, fata, respectiv mama de pe locul 1 primesc titlul de Mireasa/Mama săptămânii și sunt protejate de eliminări.

### Nominalizări
În fiecare săptămână fetele și mamele fac nominalizări. Fetele îi nominalizează pe băieții pe care nu îi mai doresc în competiție, iar mamele pe fetele pe care vor să le elimine. În final nominalizările Miresei și Mamei Săptămânii sunt luate în considerare. De asemenea, primii doi sau trei votați de public din fiecare categorie sunt salvați, urmând ca cei neprotejați să intre în cursa de eliminare. Din sezonul 3, și băieții fără mame în competiție au putut face nominalizări.

### Eliminări
Timp de o săptămână anumiți concurenți intră în cursa de eliminare. Publicul trebuie să-și salveze favoritul de la eliminare. Cel care adună cel mai mic număr de voturi este eliminat din competiție. De asemenea publicul a putut să decidă dacă concurenții propuși să rămână sau să plece, putând fi salvați toți, doar câțiva sau chiar nici unul. Această modalitate a fost cea mai folosită în sezonul 3.

### Activități
Concurenții, chiar dacă au fost izolați de restul lumii, au avut dreptul să participe la anumite activități. La activitățile respective puteau fi vizitați de către susținători sau familii și puteau primi sfaturi. De asemenea au existat concursuri unde s-au putut câștiga premii. Astfel ca premiu a fost o excursie în țară sau în străinătate sau chiar o mașină.

### Difuzarea
Difuzarea emisiunilor se face astfel:
- Emisiunea de dimineață: de la 11:15 până la 13:00
- Emisiunea de după-amiază: de la 14:00 la 16:00
- Finala săptămânii (Gala Săptămânală): Sâmbăta de la 14:00 la 16:00 și de la 17:00 la 19:00

## Rezumatul sezoanelor

### Sezonul 1
Primul sezon a debutat pe data de 29 august 2011, iar intrarea concurenților a avut loc pe data de 9 septembrie 2011. În ziua lansării, 10 băieți, 18 fete și 7 mame au intrat în casa Mireasă pentru fiul meu, adică un total de 35 de concurenți. În Marea Finală din 25 august 2012, 3 fete, 4 băieți și 4 mame au alcătuit tabloul final al sezonului, după eliminarea Andradei și a lui Octavian cu doamna Lena. În final, în urma voturilor, Edina și Adrian cu doamna Mărioara au fost declarați câștigătorii primului sezon. Deoarece aceștia nu s-au căsătorit, Marele Premiu a fost împărțit în mod egal finaliștilor.

### Sezonul 2
Al doilea sezon a debutat pe data de 1 septembrie 2012. În ziua lansării 11 fete, 8 băieți și 5 mame au intrat  în casa Mireasă pentru fiul meu. În luna februarie, 3 băieți, o mamă și 4 fete au mai intrat în competiție, adică un total de 32 de concurenți. În Marea Finală din 24 august 2013, 3 fete, 4 băieți și patru mame au alcătuit tabloul final al sezonului după eliminarea lui Răzvan și a doamnei Elena. În final, în urma voturilor Lorena și George cu doamna Cristina au fost declarați câștigătorii  celui de-al doilea sezon. Deoarece aceștia s-au căsători în Finală Lorena și George au câștigat Marele Premiu, ceilalți rămânând cu ce au adunat pe parcursul competiției. Cuplurile care s-au căsătorit au fost Lorena-George și Andreea-Alin. Timp de 8 luni consecutive Lorena a ținut locul 1 în preferințele telespectatorilor, un record pentru emisiune.

### Sezonul 3
Pentru mai multe detalii despre acest subiect, vedeți Mireasă pentru fiul meu - Sezonul 3.
Al treilea sezon a debutat pe data de 31 august 2013 și a durat un an întreg, fiind cel mai lung sezon.
În competiție au intrat, 15 fete, 11 băieți și 5 mame. În luna februarie, 4 fete, 4 băieți și 2 mame au mai intrat în Casă, adică un total de 41 de concurenți (cel mai mare număr de concurenți din istorie). În Marea Finală din 30 august 2014, 4 fete și 2 băieți fără mame au alcătuit tabloul final al sezonului, după eliminarea lui Laur și a lui Grigore. Pentru prima dată în concurs toate mamele au fost eliminate înainte de Marea Finală. În final, în urma voturilor Constantina și Raymond au fost declarați câștigătorii celui de-al treilea sezon. Deoarece aceștia nu s-au căsătorit, Marele Premiu s-a împărțit în mod egal finaliștilor. Cuplurile care s-au căsătorit au fost Mariana-Grigore și Andrei-Cristina.

### Sezonul 4
Al patrulea sezon a debutat pe data de 6 septembrie 2014. În ziua lansării, 12 băieți, 11 fete și 6 mame au intrat în competiție, adică un număr de 29 de concurenți. În luna februarie, 4 fete și 4 băieți, iar în aprpilie o fată au mai intrat în concurs, astfel numărul de concurenți intrați în competiție a crescut la 40. În Marea Finală din 29 august 2015, 4 fete și 2 băieți fără mame au alcătuit tabloul final al sezonului, după eliminarea lui Dănuț și a lui Teodor. În final, în urma voturilor Cristian și Elly au fost declarați câștigătorii celui de-al patrulea sezon. Aceștia s-au căsătorit în Marea Finală, însă cei doi vor trebui să renunțe la suma de 100.000 lei deoarece Cristian a sărit gardul și a primit restricții asupra banilor pe care îi va câștiga. De asemenea, este pentru prima dată când gardul cocurenților a fost sărit de 9 ori, evenimente ce au provocat nemulțumirea telespectatorilor. Cuplurile care s-au căsătorit în Marea Finală au fost Cristian-Elly, Marian-Cristiana, Teodor-Ionela și Nicolae și Cătălina, primul cuplu eliminat din competiție care s-a căsătorit în Marea Finală. Cuplul câștigător a fost desemnat cuplul Elly-Cristian , cei care au fost favoritii telespectatorilor timp de 10 luni .

### Sezonul 5
Pe 5 septembrie 2015 începea sezonul 5 al celui mai longeviv reality-show matrimonial. 32 de concurenti pășeau în competiție, increzători ca își vor găsi marea dragoste. Multe cupluri s-au format; unele perechi s-au despărțit, lacrimi amare au curs, iar numărul concurenților a început să scadă.
Luna februarie avea sa vină cu un suflu nou si forțe proaspete. Nu mai puțin de 6 băieți s-au aventurat în căutarea dragostei. Două săptămâni mai târziu 4 fete li s-au alăturat celor aflați in competiție. La sfârșitul lui februarie, Cătălin a dorit să respire din nou aerul competiției și a decis sa se alăture celor aflați în casă. Ultima concurentă ce a pășit în competiție în acest sezon a fost Denisa. La jumătatea lunii martie, ea a decis sa facă parte din tabloul acestui sezon.
Pe parcursul competiției numărul concurenților a scăzut vertiginos. Unii au fost eliminați. Alții au dat bir cu fugiții. Cu doar o lună înainte de finalul competiției, s-a dat startul eliminărilor directe, însemnând ca respectivii concurenți erau eliminați chiar în ziua în care erau propuși, fără ca publicul sa decidă timp de o săptămână dacă sa plece sau sa rămână. Publicul decidea de acum doar protejații. Pe rând, Liliana, Denisa, Emilia, Nicolae, Cătălin și Vlăduț au spus adio visului de a se vedea în tabloul final al competiției.
Marea Finală a sezonului i-a găsit prezenti doar pe cei mai puternici 6 concurenți dintre cei 44 care au trecut pragul casei in această ediție: Mihaela, Constantin, Lavinia, Eduard, Adriana și Valentin. Dar chiar înainte de actul final, Constantin a fost eliminat, aflându-se pe ultimul loc în ceea ce privește preferințele telespectatorilor.
Cei 5 finaliști au așteptat cu sufletul la gură deznodământul competiției. 358 de zile de eforturi supraomenești s-au încheiat cu victoria cuplului Adriana și Valentin, deoarece Adriana a fost declarată Mireasa Sezonului. Cei doi au plecat acasă cu valoarea totală a Marelui Premiu, din care s-au scăzut cheltuielile acestui sezon. Lavinia și Eduard au plecat acasă cu masina pe care Lavinia a câștigat-o in competiție. Mihaela și Constantin nu au plecat cu bani acasă.
Totuși, de obicei concurenții au pe parcurs un anumit număr de bani fictivi, iar cine îi nominalizează pe cei ce părăsesc competiția primesc banii acestora. În plus, lunar concurenților le crește aceasta suma fictivă. Așadar e foarte posibil ca Mihaela și Constantin sa nu fi plecat cu mâna goala, ci cu o sumă destul de însemnată.
În săptămâna de retrospectivă s-a anunțat ca Mirele Sezonului a fost Valentin, ceea ce era de așteptat. Un nou sezon va începe în forță.

## Controverse
Fanii emisiuni s-au arătat nemulțumiți de rezultatul voturilor și de prezentarea acestora în cadrul ultimelor sezoane, precizând de lipsa transparenței acestora și de necorespondența rezultatului publicului cu cel oficial. De asemenea, fanii acuză faptul că pe site-ului de votare se permite votarea nelimitată prin diverse mijloace de votare, care în mod normal ar permite doar un vot pe zi.

## Istorie
Seria originală a luat startul în ferbruarie 2007 și a fost difuzată pe Kanal D. Emisiunea s-a numit Noră pentru mama și au avut 5 sezoane. Prezentatoarea emisiunii a fost Gabriela Cristea . În 2011, la finalul sezonului 5, Antena 1 a preluat acest format, redenumindu-l.